# The Big Read
The Big Read va ser una enquesta sobre llibres realitzada per la BBC al Regne Unit el 2003, on es van rebre 750.000 vots del públic britànic per trobar la novel·la de tots els temps més estimada del país. Aquesta enquesta d'un any de durada va ser la major enquesta al públic lector feta fins aquell moment, i culminà amb diversos programes presentat per celebritats, advocant sobre els seus llibres favorits.

## Propòsit
La BBC començà el Big Read amb l'objectiu de trobar la "Novel·la més estimada per la nació", mitjançat vots via una pàgina web, SMS i telèfon. El show portà una certa controvèrsia en adoptar una aproximació sensacionalista a la literatura, però els seus seguidors aplaudiren el fet de potenciar la lectura entre el públic. A partir d'aquí, es realitzà una llista de 200 títols, amb la premissa que només es permetia un llibre per autor en els 21 primers. Originàriament, el públic britànic votà per qualsevol novel·la que volgués. Com que l'enquesta es basava en novel·les, les obres de William Shakespeare no eren elegibles.

## Les 200 novel·les top al Regne Unit
1. The Lord of the Rings de J. R. R. Tolkien
2. Pride and Prejudice de Jane Austen
3. His Dark Materials de Philip Pullman
4. The Hitchhiker's Guide to the Galaxy de Douglas Adams
5. Harry Potter and the Goblet of Fire de J. K. Rowling
6. To Kill a Mockingbird de Harper Lee
7. Winnie-the-Pooh de A. A. Milne
8. Nineteen Eighty-Four de George Orwell
9. The Lion, the Witch and the Wardrobe de C. S. Lewis
10. Jane Eyre de Charlotte Brontë
11. Catch-22 de Joseph Heller
12. Wuthering Heights de Emily Brontë
13. Birdsong de Sebastian Faulks
14. Rebecca de Daphne du Maurier
15. The Catcher in the Rye de J. D. Salinger
16. The Wind in the Willows de Kenneth Grahame
17. Great Expectations de Charles Dickens
18. Little Women de Louisa May Alcott
19. Captain Corelli's Mandolin de Louis de Bernières
20. War and Peace de Leo Tolstoy
21. Gone with the Wind de Margaret Mitchell
22. Harry Potter and the Philosopher's Stone de J. K. Rowling
23. Harry Potter and the Chamber of Secrets de J. K. Rowling
24. Harry Potter and the Prisoner of Azkaban de J. K. Rowling
25. The Hobbit de J. R. R. Tolkien
26. Tess of the d'Urbervilles de Thomas Hardy
27. Middlemarch de George Eliot
28. A Prayer for Owen Meany de John Irving
29. The Grapes of Wrath de John Steinbeck
30. Alice's Adventures in Wonderland de Lewis Carroll
31. The Story of Tracy Beaker de Jacqueline Wilson
32. One Hundred Years of Solitude de Gabriel García Márquez
33. The Pillars of the Earth de Ken Follett
34. David Copperfield de Charles Dickens
35. Charlie and the Chocolate Factory de Roald Dahl
36. Treasure Island de Robert Louis Stevenson
37. A Town Like Alice de Nevil Shute
38. Persuasion de Jane Austen
39. Dune de Frank Herbert
40. Emma de Jane Austen
41. Anne of Green Gables de Lucy Maud Montgomery
42. Watership Down de Richard Adams
43. The Great Gatsby de F. Scott Fitzgerald
44. The Count of Monte Cristo d'Alexandre Dumas
45. Brideshead Revisited de Evelyn Waugh
46. Animal Farm de George Orwell
47. A Christmas Carol de Charles Dickens
48. Far from the Madding Crowd de Thomas Hardy
49. Goodnight Mister Tom de Michelle Magorian
50. The Shell Seekers de Rosamunde Pilcher
51. The Secret Garden de Frances Hodgson Burnett
52. Of Mice and Men de John Steinbeck
53. The Stand de Stephen King
54. Anna Karenina de Leo Tolstoy
55. A Suitable Boy de Vikram Seth
56. The BFG de Roald Dahl
57. Swallows and Amazons de Arthur Ransome
58. Black Beauty de Anna Sewell
59. Artemis Fowl de Eoin Colfer
60. Crime and Punishment de Fyodor Dostoyevsky
61. Noughts & Crosses de Malorie Blackman
62. Memoirs of a Geisha de Arthur Golden
63. A Tale of Two Cities de Charles Dickens
64. The Thorn Birds de Colleen McCullough
65. Mort de Terry Pratchett
66. The Magic Faraway Tree de Enid Blyton
67. The Magus de John Fowles
68. Good Omens de Neil Gaiman and Terry Pratchett
69. Guards! Guards! de Terry Pratchett
70. Lord of the Flies de William Golding
71. Perfume de Patrick Süskind
72. The Ragged-Trousered Philanthropists de Robert Tressell
73. Night Watch de Terry Pratchett
74. Matilda de Roald Dahl
75. Bridget Jones's Diary de Helen Fielding
76. The Secret History de Donna Tartt
77. The Woman in White de Wilkie Collins
78. Ulysses de James Joyce
79. Bleak House de Charles Dickens
80. Double Act de Jacqueline Wilson
81. The Twits de Roald Dahl
82. I Capture the Castle de Dodie Smith
83. Holes de Louis Sachar
84. Gormenghast de Mervyn Peake
85. The God of Small Things de Arundhati Roy
86. Vicky Angel de Jacqueline Wilson
87. Brave New World de Aldous Huxley
88. Cold Comfort Farm de Stella Gibbons
89. Magician de Raymond E. Feist
90. On the Road de Jack Kerouac
91. The Godfather de Mario Puzo
92. The Clan of the Cave Bear de Jean M. Auel
93. The Colour of Magic de Terry Pratchett
94. The Alchemist de Paulo Coelho
95. Katherine de Anya Seton
96. Kane and Abel de Jeffrey Archer
97. Love in the Time of Cholera de Gabriel García Márquez
98. Girls in Love de Jacqueline Wilson
99. The Princess Diaries de Meg Cabot
100. Midnight's Children de Salman Rushdie
101. Three Men in a Boat de Jerome K. Jerome
102. Small Gods de Terry Pratchett
103. The Beach de Alex Garland
104. Dracula de Bram Stoker
105. Point Blanc de Anthony Horowitz
106. The Pickwick Papers de Charles Dickens
107. Stormbreaker de Anthony Horowitz
108. The Wasp Factory de Iain Banks
109. The Day of the Jackal de Frederick Forsyth
110. The Illustrated Mum de Jacqueline Wilson
111. Jude the Obscure de Thomas Hardy
112. The Secret Diary of Adrian Mole, Aged 13¾ de Sue Townsend
113. The Cruel Sea de Nicholas Monsarrat
114. Les Misérables de Victor Hugo
115. The Mayor of Casterbridge de Thomas Hardy
116. The Dare Game de Jacqueline Wilson
117. Bad Girls de Jacqueline Wilson
118. The Picture of Dorian Gray de Oscar Wilde
119. Shōgun de James Clavell
120. The Day of the Triffids de John Wyndham
121. Lola Rose de Jacqueline Wilson
122. Vanity Fair de William Makepeace Thackeray
123. The Forsyte Saga de John Galsworthy
124. House of Leaves de Mark Z. Danielewski
125. The Poisonwood Bible de Barbara Kingsolver
126. Reaper Man de Terry Pratchett
127. Angus, Thongs and Full-Frontal Snogging de Louise Rennison
128. The Hound of the Baskervilles de Arthur Conan Doyle
129. Possession: A Romance de A. S. Byatt
130. The Master and Margarita de Mikhail Bulgakov
131. The Handmaid's Tale de Margaret Atwood
132. Danny, the Champion of the World de Roald Dahl
133. East of Eden de John Steinbeck
134. George's Marvellous Medicine de Roald Dahl
135. Wyrd Sisters de Terry Pratchett
136. The Color Purple de Alice Walker
137. Hogfather de Terry Pratchett
138. The Thirty-Nine Steps de John Buchan
139. Girls in Tears de Jacqueline Wilson
140. Sleepovers de Jacqueline Wilson
141. All Quiet on the Western Front de Erich Maria Remarque
142. Behind the Scenes at the Museum de Kate Atkinson
143. High Fidelity de Nick Hornby
144. It de Stephen King
145. James and the Giant Peach de Roald Dahl
146. The Green Mile de Stephen King
147. Papillon de Henri Charrière
148. Men at Arms de Terry Pratchett
149. Master and Commander de Patrick O'Brian
150. Skeleton Key de Anthony Horowitz
151. Soul Music de Terry Pratchett
152. Thief of Time de Terry Pratchett
153. The Fifth Elephant de Terry Pratchett
154. Atonement de Ian McEwan
155. Secrets de Jacqueline Wilson
156. The Silver Sword de Ian Serraillier
157. One Flew Over the Cuckoo's Nest de Ken Kesey
158. Heart of Darkness de Joseph Conrad
159. Kim de Rudyard Kipling
160. Cross Stitch de Diana Gabaldon
161. Moby-Dick de Herman Melville
162. River God de Wilbur Smith
163. Sunset Song de Lewis Grassic Gibbon
164. The Shipping News de E. Annie Proulx
165. The World According to Garp de John Irving
166. Lorna Doone de R. D. Blackmore
167. Girls Out Late de Jacqueline Wilson
168. The Far Pavilions de M. M. Kaye
169. The Witches de Roald Dahl
170. Charlotte's Web de E. B. White
171. Frankenstein de Mary Shelley
172. They Used to Play on Grass de Terry Venables and Gordon Williams
173. The Old Man and the Sea de Ernest Hemingway
174. The Name of the Rose de Umberto Eco
175. Sophia's world de Jostein Gaarder
176. Dustbin Baby de Jacqueline Wilson
177. Fantastic Mr Fox de Roald Dahl
178. Lolita de Vladimir Nabokov
179. Jonathan Livingston Seagull de Richard Bach
180. The Little Prince de Antoine de Saint-Exupéry
181. The Suitcase Kid de Jacqueline Wilson
182. Oliver Twist de Charles Dickens
183. The Power of One de Bryce Courtenay
184. Silas Marner de George Eliot
185. American Psycho de Bret Easton Ellis
186. The Diary of a Nobody de George and Weedon Grossmith
187. Trainspotting de Irvine Welsh
188. Goosebumps de R. L. Stine
189. Heidi de Johanna Spyri
190. Sons and Lovers de D. H. Lawrence
191. The Unbearable Lightness of Being de Milan Kundera
192. Man and Boy de Tony Parsons
193. The Truth de Terry Pratchett
194. The War of the Worlds de H. G. Wells
195. The Horse Whisperer de Nicholas Evans
196. A Fine Balance de Rohinton Mistry
197. Witches Abroad de Terry Pratchett
198. The Once and Future King de T. H. White
199. The Very Hungry Caterpillar de Eric Carle
200. Flowers in the Attic de V. C. Andrews

## Autors amb diverses novel·les a la llista
Diverses novel·les al Top 25
A la primera etapa, les quatre novel·les de Harry Potter de J.K. Rowling estaven entre les 25 primeres. També hi eren presents les novel·les sobre la Terra Mitjana de J. R. R. Tolkien. La segona etapa presentà 21 llibres d'autors diferents: el top 25 amb Rowling representat només pel seu quart volum, "El calze de foc", i només "El Senyor dels Anells" de Tolkien. Aquestes dues novel·les finalment se situaren en cinquena i primera posició. La resta de novel·les tant de Tolkien com de Rowling se situaren entre els llocs 22 i 25.
Diverses novel·les al Top 50
- Quatre: J. K. Rowling
- Tres: Jane Austen, Charles Dickens
- Dues: Thomas Hardy, George Orwell, J. R. R. Tolkien

Diverses novel·les al Top 100
- Cinc: Charles Dickens, Terry Pratchett
- Quatre: Roald Dahl, J. K. Rowling, Jacqueline Wilson
- Tres: Jane Austen
- Dues: Thomas Hardy, Gabriel García Márquez, George Orwell, John Steinbeck, J. R. R. Tolkien, Lev Tolstoi

Diverses novel·les al Top 200
- Quinze: Terry Pratchett
- Catorze: Jacqueline Wilson
- Nou: Roald Dahl
- Set: Charles Dickens
- Quatre: Thomas Hardy, J. K. Rowling
- Tres: Jane Austen, Anthony Horowitz, Stephen King, John Steinbeck
- Dues: George Eliot, John Irving, Gabriel García Márquez, George Orwell, J. R. R. Tolkien, Lev Tolstoi